# Mario Verdone
Mario Oreste Verdone (Alessandria, 27 luglio 1917 – Roma, 26 giugno 2009) è stato un critico cinematografico e saggista italiano.

## Biografia
Rimasto orfano del padre Oreste (Pozzuoli, 26 marzo 1894 - Monte San Gabriele, 15 settembre 1917), un chimico che durante la prima guerra mondiale fu tenente di complemento e cadde in battaglia per ferite riportate in combattimento poco dopo la sua nascita, crebbe a Siena, città d'origine della madre, abitando nella Contrada della Selva alla quale rimase sempre profondamente legato. Nonostante le modeste disponibilità familiari, Verdone riuscì a completare gli studi presso il liceo classico senese e laurearsi una prima volta in giurisprudenza con Norberto Bobbio – affrontando una tesi in filosofia del diritto nell'anno accademico 1939-40 – e una seconda volta in scienze politiche con Andrea Rapisardi Mirabelli, discutendo una tesi in storia delle dottrine politiche nell'anno accademico 1941-42.

### Carriera
Dopo un breve periodo di impiego nella segreteria del direttore amministrativo dell'Università di Siena, nell'agosto 1941 Mario Verdone si trasferì a Roma, dove avviò un'intensa collaborazione con le principali testate di argomento cinematografico (tra cui Bianco e nero e Cinema) pubblicando articoli, saggi e studi anche per molti anni a venire.
Fu docente di storia e critica del cinema, nonché studioso di tutte le forme d'arte e di spettacolo. Nel 1947 fu autore del libretto per l'opera lirica "Il vecchio geloso", da un intermezzo di Cervantes, con la musica composta da Carlo Savina. L'opera, rappresentata a Siena al Teatro dei Rozzi il 17 agosto 1948, diretta dal maestro Vittorio Baglioni con la regia di Ines Alfani Tellini, vinse il premio dell'Accademia Chigiana di Siena di quell'anno. Dagli anni cinquanta intraprese la carriera universitaria con corsi liberi di "filmologia", in vari atenei e in sinergia con il lavoro al Centro sperimentale di cinematografia di Roma. Dal 1951 fu collaboratore abituale della Rivista del cinematografo assieme a Gian Luigi Rondi, Paolo di Valmarana e Ugo Sciascia.
Nel 1956, in occasione della Conferenza Generale dell'UNESCO tenutasi a Nuova Delhi, in qualità di Membro della Commissione italiana dell'UNESCO, fonda il Consiglio Internazionale del Cinema e della Televisione (CICT-ICFT), diretto erede dell'Istituto internazionale per la cinematografia educativa.
Nel 1965, per primo conseguì in organizzazioni internazionali l'innovativa libera docenza di "Storia e critica del film".  Insieme con Roberto Rossellini fu anche direttore del Centro sperimentale di cinematografia. Inoltre, insieme con Dino De Laurentiis, faceva parte della grande giuria per l'assegnazione del premio Oscar.

### Morte
Morì in una clinica di Roma il 26 giugno 2009, un mese prima di compiere 92 anni; i funerali vennero celebrati il 29 giugno presso la basilica di Santa Maria sopra Minerva; in seguito è stato tumulato accanto alla moglie nel cimitero del Verano di Roma.

## Vita privata
Sposato dal 15 settembre 1949 con Rossana Schiavina (1924-1984) ebbe da lei tre figli, Carlo, Luca e Silvia, anche loro registi e produttori cinematografici. Fu il suocero di Christian De Sica, marito di sua figlia Silvia, e dunque consuocero di Vittorio De Sica e María Mercarder.

## Omaggi
Suo figlio Carlo gli ha reso omaggio dedicandogli la pellicola Io, loro e Lara.

## Opere
- Il trionfo dell'odore, Siena, Operetta goliardica, 1945
- Un avversario dei divi: Petrolini, in AA.VV., Gli intellettuali e il cinema, Roma, Bianco & Nero, 1952
- Colonna sonora. Viaggio attraverso la musica del cinema italiano, Roma, Bianco & Nero, 1967 (scritto con Glauco Pellegrini)
- Teatro del tempo futurista, Roma, Lerici, 1969
- Spettacolo romano, Roma, Golem, 1970
- Petrolini e i futuristi, in Strenna dei Romanisti, Roma, Staderini, 1972
- Il cinema neorealista, da Rossellini a Pasolini, Celebes editore, 1977
- Fuoco di miele, Edizioni Il Ventaglio 1989, vincitore del Premio Città di Penne
- Federico Fellini, Edizioni Il Castoro, 1995
- Le maschere romane: da Meo Patacca a Rugantino, da Ghetanaccio al Generale Mannaggia La Rocca, Roma, Tascabili Economici Newton, 1997 ISBN 88-7983-779-6
- Drammaturgia e arte totale. L'avanguardia internazionale: autori teorie opere, a cura di Rocco Mario Maiorano, Soveria Mannelli (CZ), Rubbettino Editore, 2005
- A Cantalupo in Sabina. Versi e memorie, Edizioni Sabinae, 2009

## Programmi radiofonici Eiar
- Appuntamento con nonna radio, La lettera arriva, programma di Mario Verdone, trasmesso il 17 aprile 1942
- Lontananze, commedia in un atto di Mario Verdone, con Stefano Sibaldi, Leo Garavaglia, Marcello Giorda, regia di Alberto Casella, trasmessa il 21 settembre 1942
- Capriccio o candore, radiocommedia di Mario Verdone, con Ada Cristina Almirante, Nando Gazzolo e Fernando Farese, regia di Pietro Masserano Taricco, trasmessa  11 novembre 1942

## Programmi radiofonici RAI
- Cronache del pargolo dottissimo, varietà in sei puntate di Riccardo Morbelli e Mario Verdone, trasmessa da Radio Firenze, regia di Umberto Benedetto agosto e settembre 1945
- I divi raccontano la loro storia, Isa Miranda, programma a cura di Mario Verdone e Domenico Meccoli, regia di Anton Giulio Majano, trasmessa il 5 febbraio 1952
- I divi raccontano la loro storia, Raf Vallone, programma a cura di Mario Verdone e Domenico Meccoli, trasmessa il 14 agosto 1952.
- La cinematografia mondiale oggi, a cura di Attilio Bertolucci,  con interventi di Mario Verdone e Callisto Cosulich, trasmesso il 23 aprile 1956

## Programmi televisivi Rai
- Album cinematografico dedicato al mare, programma realizzato da Mario Verdone per la Tv dei ragazzi, trasmesso il 4 luglio 1955